# Sapromyza arenaria
Sapromyza arenaria är en tvåvingeart som beskrevs av Tonnoir och Malloch 1926. Sapromyza arenaria ingår i släktet Sapromyza och familjen lövflugor. Inga underarter finns listade i Catalogue of Life.